# 四氯化碳
四氯化碳（化學式：CCl4），也稱四氯甲烷或氯烷，常態下為無色液體。過去常用作滅火器中的滅火有機物質，也曾經是常用的冷卻劑。
可与醇、醚、石油醚、石脑油、冰醋酸、二硫化碳、氯代烃混溶。在氯代甲烷中，毒性最强。

## 制取
甲烷和氯氣在光照的條件下會發生取代反應，其最終產物就是四氯化碳。反應方程式如下：

## 性质
四氯化碳是一种无色透明的挥发性液体，具有特殊的芳香气味，味甜。与乙醇、乙醚、氯仿、苯、二硫化碳、石油醚和多数挥發油等混溶。
在四氯化碳分子中，4个氯原子是由共价键以正四面体的结构分布碳原子的四周。因为其结构对称，所以四氯化碳呈非极性，化学反应性呈惰性。甲烷也具有相同的结构，使四氯化碳成为卤代甲烷。作为一种有机溶剂，它非常容易溶解其它非极性化合物，例如脂肪和油。它也能溶解碘。它在常温下稳定，但是在高温下会水解并放出光气（COCl2）：
CCl4+H2O→COCl2+2HCl
在五氯化锑催化剂存在下，四氯化碳会与氟化氢反应，可以生成氟氯甲烷，如一氟三氯甲烷、二氟二氯甲烷，即氟利昂制冷剂。
CCl4+HF→CCl3F+HCl
CCl4+2HF→CCl2F2+2HCl
在高温下（> 200°C）与硫反应生成二硫化碳。
CCl4+6S→CS2+2S2Cl2
在无水氯化铝催化作用下，四氯化碳与苯反应，生成三苯基氯甲烷。
在铁或铁盐的催化作用下，加热至330℃能促使四氯化碳氧化分解，生成光气。
2CCl4+O2→2COCl2+2Cl2
在加热条件下，四氯化碳能与卤盐反应，生成其他四卤化物，如四氯化碳与氟化银、溴化铝或碘化铝反应，分别生成四氟化碳、四溴化碳或四碘化碳：
4AgF+CCl4→CF4+4AgCl
4AlBr3+3CCl4→3CBr4+4AlCl3
4AlI3+3CCl4→3CI4+4AlCl3
在微量氯化氢存在的条件下，四氯化碳与高氯酸银作用，产生具有爆炸性的化合物三氯高氯酸甲烷（Cl3CClO4）。
CCl4+AgClO4→Cl3CClO4+AgCl
固态四氯化碳有2种晶体：其中一种是在低于-47.5℃（225.6 K）时所形成的晶体II（crystalline II），另一种是在高于-47.5℃时所形成的晶体I（crystalline II）。
在-47.3℃下它具有单斜晶系结构，空间群为C2 / c，晶格常数a=20.3，B =11.6，C =19.9（.10-1nm），β=111°。其密度比水大，是一种致密的非水相液体

## 历史
四氯化碳最初是由法国化学家亨利·维克托·勒尼奥在1839年用氯仿与氯反应合成，但现在它主要由甲烷产生：
CH4+4Cl2→CCl4+4HCl
经常使用其他氯反应的副产物作为原料，例如利用二氯甲烷和氯仿：
C2Cl6+Cl2→2CCl4
在此之前，20世纪50年代，四氯化碳是在105至130℃的温度下由氯化二硫化碳制得的：
CS2+3Cl2→CCl4+ S2Cl2
由于环境问题以及使用四氯化碳作为原料的氟氯化碳（CFCl）的需求下降，使得四氯化碳的产量自1980年代以来急剧下降。 截止1992年，在美国欧洲日本的产量大约为72万吨。

## 用途
- 主要用作生产氟利昂F11和F12的原料，用作灭火剂、有机物氯化剂、香料浸出剂、干洗去污剂、谷物熏蒸剂等。
- 可用作药物的萃取剂、织物的干洗剂。
- 也可用来合成氟里昂、尼龙7、尼龙9的单体
- 可制三氯甲烷和药物；金属切削中用作润滑剂。
- 分析中用作脂肪、树脂、树胶等不燃性溶剂。提取带色的各种金属和某些络合物的二苯硫代偶氮肼羰化合物。
- 检定硼、溴、钙、铜、碘和镍。测定硼、溴、氯、钼、磷、银、钨和钒。香花和种子的油质浸出剂。有机微量分析测定氯的标准。电子工业清洗剂。

## 替代品
由於四氯化碳是一種可致癌的有機化學物，而且會破壞臭氧層，現今用於清潔的四氯化碳大多數都已被三氯乙烯所取代。

## 分布
四氯化碳广泛存在于大气。河水、海水、海藻和海洋表层沉积物中，在海水中的浓度一般为ppb级。红藻中的四氯化碳估计为生物自身所合成。南北两半球大气中四氯化碳的含量很接近，而且比按生产量估算出的进入环境的数量为高，这与大气中氯与甲烷的作用有关。工业生产的四氯化碳主要通过海-空界面进入海洋，估计大气→海洋通量为1.4×1010克/年，相当于大气中四氯化碳总量的30%。四氯化碳可作为水团混合过程的示踪物。

## 危害性
| 毒性分级   | 中毒                                                 |
| 急性毒性   | 口服-大鼠 LD50: 2350 mg/kg;口服-小鼠 LD50:8263 mg/kg |
| 刺激数据   | 皮肤-兔子 500 mg/24h 轻度;眼睛-兔子500 mg/24h 轻度   |
| 允许接触限 | 中国25mg/m3;美国0.005mg/L                            |

### 应急处理方法
迅速撤离泄漏污染区人员至安全区，并进行隔离，严格限制出入。
⑴四氯化碳为无色液体，发生于地面上的污染事故紧急处理方法同三氯甲烷：
①迅速用土、沙子或其它可以取到的材料筑成坝以阻止液体的流动，特别要防止其流入附近的水体中，用土壤将其覆盖并将其吸收。也可以在其流动的下方向挖一坑，将其收集在坑内以防四处扩散，然后将液体收集到合适的容器中。
②在处理过程中不要用铁器(如铁勺、铁容器、铁铲等)，应改用其它工具，因为铁有助于四氯甲烷分解生成毒性更大的光气。有条件的话，操作人员在处理过程中应戴上防毒面具，或其它防护设备。
③将受污染的土壤清除剥离后集中进行处理，有以下几种方法可视情况选用：
a.加热土壤并加水(H₂O)，使四氯甲烷(CCl₄)生成甲酸(HCOOH)、一氧化碳(CO)和鹽酸(HCl)；
b.将浓碱液加入到土壤中使其与四氯甲烷(CCl₄)反应生成一氧化碳(CO)；
c.将稀釋的氢氧化钠(NaOH)或氢氧化钾(KOH)加入土壤中，使其与四氯甲烷(CCl₄)反应生成甲酸钠或甲酸钾；
以上操作应避免在光照条件下进行。
d.对土壤进行焚烧处理，要保证完全燃烧，以防止光气产生。
⑵由于四氯化碳在环境中很稳定，故三氯甲烷的一些处置技术均不适用于它，只可利用其易挥发的特点进行自然或人工强制性挥发至大气中。当有大量气态四氯化碳挥发弥散时，应疏散污染源下风向的人群，以防中毒。
⑶水体中受到污染时的处理处置技术同三氯甲烷：当四氯甲烷液体进入水体后，应设法阻断受污染水域与其它水域的通道，其方法为筑坝使其停止流动；开沟使其流向另一水体(如排污渠)等等。由于四氯甲烷属挥发性卤代烃类，对受其污染的水体最为简便易行处理方法是使用曝气(包括深进曝气)法，使其迅速从水体中逸散到大气中。另外，处理土壤的几种方法也可酌情使用。
废弃物处置方法：用焚烧法。废料同其它燃料混合后焚烧，燃烧要充分，防止生成光气。焚烧炉排气中的卤化氢通过酸洗涤器除去。此外，还应考虑用蒸馏法提纯并回收四氯化碳。

### 中毒临床表现
人體对四氯化碳毒性易感性差别很大。吸入高浓度的四氯化碳蒸气后，可迅速出现昏迷、抽搐等急性中毒症状，并可引发肺水肿、呼吸麻痹。稍高浓度吸入，有精神抑制、神志模糊、恶心、呕吐、腹痛、腹泻。中毒第2至4天呈现肝、肾损害征象。严重时出现腹水、急性肝坏死和肾功能衰竭。少数可有心肌损害、心房颤动、心室早搏。经口服中毒，肝脏症状明显。慢性中毒表现为神经衰弱症候群及胃肠功能紊乱，少数可有肝肿大及肝功异常，肾功能损害罕见，视神经炎及周围神经炎也为数很少。

### 治疗
主要对神经系统及肝肾损害对症处理。口服中毒洗胃时，可先用液体石蜡或植物油溶解毒物，并严防吸入呼吸道。忌用肾上腺素及含乙醇的药物，以防诱发室性颤动和病症加重。尤其要注意防治肝、肾功能衰竭。出现肾功能衰竭时，可作血液透析或腹膜透析治疗。
检查项目
1. 肝功能检查 ：血清ALT、AST活性升高明显，可作为四氯化碳中毒急性期肝功能损害的主要诊断指标。血清肝胆酸、血清前白蛋白等测定亦为敏感指标。严重受损时，血清胆红素、凝血酶原时间明显升高，而血清白蛋白明显降低。
2. 尿常规及肾功能检查 ：尿液成分的改变可能是肾功能损害的早期证据。血尿素氮、肌酐增高、内生肌酐清除率降低是测定肾小球滤过率(GFR)常用而敏感的方法。GFR下降超过50%者可考虑急性肾功能衰竭的诊断。
3. 血及呼出气中四氯化碳浓度测定，可作为诊断参考。[1]

## 外部連結
- 国际化学品安全卡0024
- ChemSub Online: 四氯化碳（页面存档备份，存于）